# منتخب يوغوسلافيا تحت 17 سنة لكرة القدم
منتخب يوغوسلافيا تحت 17 سنة لكرة القدم  هو ممثل يوغوسلافيا الرسمي في المنافسات الدولية في
تعتبر دولة يوغوسلافية ليست قوية على مستوى قرة القدم  كرة القدم 
.